# T-72
El T-72 és un tanc dissenyat i produït a Rússia durant més de trenta anys. És a més un dels pocs carros de combat que es construeixen en cinc països, mitjançant llicència, i té múltiples versions. Va entrar en servei l'any 1971 i actualment, malgrat que es disposa d'un substitut, el T-90, encara és una peça fonamental en els cossos blindats de molts països. Avui dia és el tanc més produït al món amb més de 40.000 unitats repartides al llarg i ample de la geografia mundial, és, també el tanc més nombrós de l'exèrcit rus, que el 2004 tenia 9000 unitats.

## Història del disseny
El disseny del T-72 sorgeix com a resposta al desig de l'exèrcit soviètic de tenir un carro de combat modern capaç d'enfrontar-se a les seves contrapartides de l'OTAN en un hipotetic enfrontament a Europa central. D'altra banda, hauria de ser de construcció més ràpida i més barat que el T-64, que en aquells moments era el carro de combat més avançat i més car de l'exèrcit roig. Els principals problemes del model T-64 eren el motor, la transmissió i l'autocarregador del canó de 125 mm, però sobretot l'alt cost de producció i de manteniment. A la recerca d'aquest equilibri cost/tecnologia, l'exèrcit va encarregar el projecte al grup de disseny Uralvagon KB.
Van començar a treballar-hi el 1966 i van crear dues línies de desenvolupament paral·leles, utilitzats com a bancs de proves per a futurs models i models en actiu. Aquestes dues línies es van materialitzar en l'object 167 i de l'object 172. Una de les primeres modificacions va ser la substitució del motor, en comptes del V-2 que amb prou feines atenyia els 600 cv, però que habitualment es muntava als carros de combat russos, es va instal·lar una evolució d'aquest, el V64 que té 840 cv de potència. A final de 1968 es comencen a realitzar proves de camp amb l'object 172 a què se li han afegit elements del T-64 com l'autocarregador de cistella, que ve a substituir l'utilitzat per l'estudi Uralvagon que és del tipus casset. La diferència dels dos sistemes és que la versió casset disposa els projectils de 125 mm a dues files horitzontals sota el buc. En el cas del model del T-64, un carregador en manera cistella, amb els projectils emmagatzemats horitzontalment al voltant de la torreta com una «corona» i el propel·lent en un dipòsit vertical. També és va substituir la complexa suspensió del T-64 per la utilitzada en el prototip Object 167, no per problemes del disseny sinó per ser més econòmic. Una cosa que es va mantenir en el disseny, heretat dels anteriors models d'Uralvagon com el T54 / 55 / 62 / 64, va ser el perfil baix (2,37 m), un avantatge per a un carro de combat que li permet passar més desapercebut al paisatge.
Durant l'estiu de 1969 es van fer proves a Àsia central per comprovar la resposta del tanc a les altes temperatures ambientals i els terrenys semidesèrtics en aquestes latituds.
Finalment, les proves de preproducció es fer el 1971 integrats a unitats actives de l'exèrcit rus al nord de la Xina, es van voler comprovar les modificacions fetes per poder corregir possibles errors derivats d'un ús regular dels vehicles. D'aquestes proves es va substituir el telèmetre làser TPD-2, ineficient i costós, pel telèmetre làser TPD-K1, es va canviar també el blindatge a la torreta, que va ser substituït per un bindatge laminat. També es va canviar el lloc d'emmagatzematge dels projectils, l'equip de visió nocturna, l'equip de comunicacions i el motor. Totes aquestes millores es van incorporar en el model de preproducció dels T-72. El 1972 va començar la fabricació definitiva, però després de les primeres missions de prova es va detectar mant error, de manera que va tornar als taulers de disseny per cercar una solucióe. Les correccions i proves es van executar sobre un altre prototip, l'Object 172M
Internacionalment, es va donar a conèixer durant la desfilada de l'Exèrcit Roig el novembre de 1977. El 1978 va començar la producció del model T-72A, fruit de les modificacions realitzades en l'object 174, un prototip utilitzat com a banc de proves de millores del blindatge.

## Modificacions

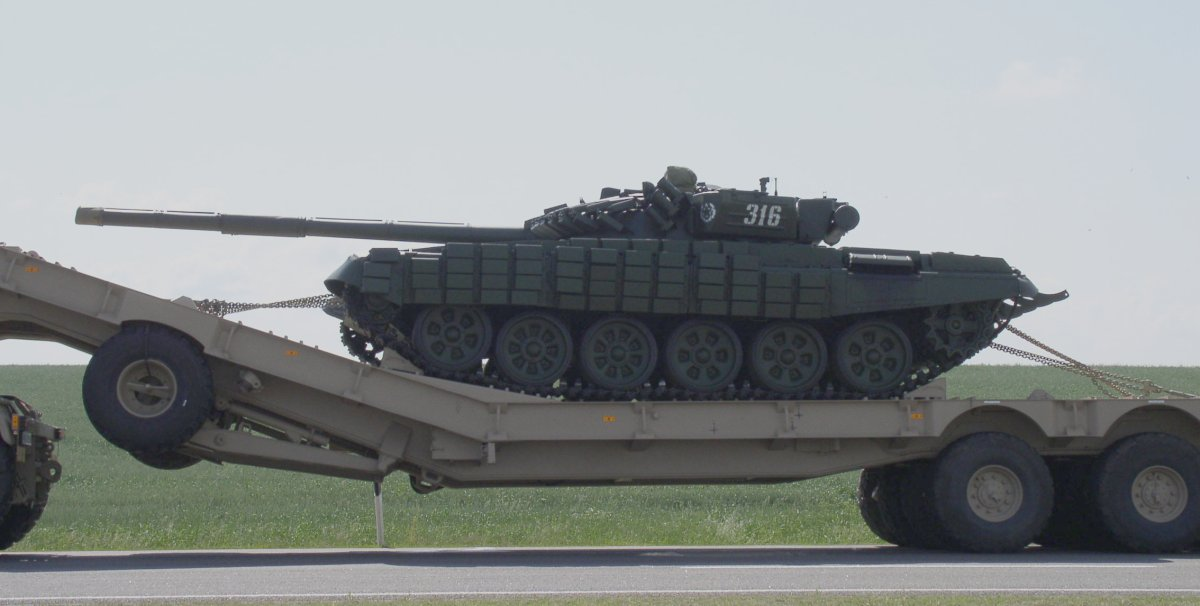
T-72B belarús.

### Sovietics i Russos
- Object 172: Prototip de preproducció amb un motor B-45K i un pes de 39 tones.
- T-72 Ural: Versió de què deriven tots els altres models.
- T-72 K: Versió de comandament. Es va distingir per la presència d'equips de navegació addicionals, una estació de ràdio R-130M HF i una unitat d'alimentació autònoma.
- T-72: Una versió d'exportació, que es distingeix pel disseny de la protecció blindada de la part frontal de la torreta, el sistema PAZ i la configuració de la munició.
- T-72A: Assignació donada a dos models de T-72, un és la versió d'exportació del T-72 «Ural» i l'altre una nova versió produïda el 1985. Al nou model se li incorporà el telèmetre làser TPDK-1, es va millorar el blindatge frontal, superior i de la torreta, es van afegir llançadors de granades de fum, faldons laterals i es van realitzar alguns canvis en l'interior. Totes aquestes modificacions van significar també un lleuger augment en el pes.
  - T-72AV: Versió derivada del T-72 A amb blindatge ERA «Kontakt-1"[3]
  - T-72M: Versió d'exportació del T-72 A.
  - T-72M1: Versió per a exportació. La variant comptava amb una placa de blindatge addicional de 16 mm a la part frontal superior del casc i una armadura de torreta combinada amb nuclis de sorra com a farciment.
  - T-72 M1M: Actualització del T-72M1 equipat amb control remot, un nou sistema de control, una navegació per satèl·lit sistema connectat amb TIUS. Inicialment, estava equipat amb el KAZT «Arena» i un complex mixt de sistemes de teledetecció, «kontakt 5» al VLD i « Relikt «
- T-72B: Una versió modernitzada del tanc T-72A amb un sistema d'armes guiat 9M119 Svir, protecció dinàmica Kontakt, un motor V-84 i un sistema de control de foc 1A40, substituint el canó 2A46 per un 2A46M llançador. L'armadura del VLD s'ha reforçat significativament (equivalent al BPS 490-550 mm) i s'ha utilitzat una nova torreta plena de «llençols reflectants".
  - T-72B obr. 1989: Una versió modernitzada del tanc T-72B amb protecció ERA Kontakt-5 integrada, similar a la instal·lada al tanc T-80U, així com una composició modificada de la part frontal superior (equivalent a BPS 530-600 m).
  - T-72B obr.2022: És probable que s'actualitzi a partir dels T-72B1 emmagatzemats, rep una visió d'imatge tèrmica 1PN96MT-2, molt més ERA inclòs al voltant dels punts febles percebuts com el mantell de la pistola.[4]
  - T-72BK: Versió de comando del T-72B, amb equip de comunicació addicional i una unitat d'alimentació autònoma.
  - T-72B1: Primera modificació del T-72B sense instal·lar alguns elements del complex d'armes guiades. Es diferencia del T-72B en el visor nocturn TPN-3-49 Kristall-PA utilitzat en lloc del 1K13.
  - T-72 B1K: Versió de comando del T-72B1, amb equip de comunicació addicional, una estació de ràdio HF i una unitat d'alimentació autònoma.
  - T-72B1MS: Una opció de modernització per al T-72B1. Presentava la vista panoràmica d'un comandant.
  - T-72BM: Conegut als Estats Units com a SMT[5] M1990. Disposa d'un blindatge de segona generació Kontakt-5[6] similar a l'usat en el T-90
  - T-72S: versió d'exportació del tanc T-72B. El nom original era el tanc T-72M1M. Les principals diferències: 155 contenidors de protecció dinàmica muntats (en lloc de 227), manca d'un cop a la torreta, blindatge del casc i torreta mantinguda al nivell del tanc T-72M1, un conjunt diferent de munició per a la pistola. Van entrar en servei amb l'exèrcit rus l'any 1993 després que es van interrompre una sèrie de lliuraments d'exportació.
  - T-72BA:/T-72BA1: Modernització durant la revisió de la T-72B a la UVZ. Els primers lots de vehicles modernitzats es van lliurar el 1999-2000. La modernització va implicar millorar el sistema de control de foc 1A40-1 (més tard 1A40-1M, i des de 2005 - 1A40-M2) al nivell de l'últim T-72B produït el 1991, instal·lant un nou estabilitzador d'armes 2E42-4 «Jasmine", augmentant la resistència a les mines de la placa de blindatge addicional inferior a la zona del seient del conductor, substitució del xassís i del motor amb els utilitzats a la primera sèrie de T-90 (model 1993, motor V-84MS) o des del T-90A (des de 2003 - V-92S2) i la instal·lació del Kontakt-5 VDZ (la primera sèrie de T-72BA va conservar parcialment el Kontakt-1[7]). A més de les vies i VDZ, l'aspecte exterior del vehicle difereix de la modificació «B» habitual per un sensor de vent clarament visible a la torreta, la instal·lació del qual va permetre millorar l'equip d'observació del tanc.
  - T-72B2: «Slingshot» també T-72B modificació amb un canó modernitzat 2A46M5, que va augmentar la precisió del foc; També es va instal·lar un dispositiu per millorar la precisió de tir de les armes d'artilleria, un mirador multicanal (albirament, telèmetre, canals d'imatge tèrmica i un canal combinat amb ells per guiar míssils guiats) mira d'artiller «Sosna» produïda per la JSC belarussa «Peleng» està equipat amb una càmera d'imatge tèrmica de segona generació de la producció francesa CATHERINE de Thomson-CSF, el dipòsit està equipat amb un VDZ modularpp, a més, el dipòsit està equipat amb una unitat de potència auxiliar (APU), un sistema de protecció electromagnètica que proporciona protecció contra les mines antitanc amb fusibles magnètics.
  - T-72B3: Versió modernitzada del T-72; va començar a subministrar-se a les Forces Armades russes el 2012. El dipòsit està equipat amb un Kontakt-5 VDZ i un motor V-84-1 amb una potència de 840 CV. p., una mira multicanal d'artiller «Sosna-U", que inclou una observació, imatges tèrmiques, canals de telèmetre, així com un canal de control de míssils, un sensor de vent, una estació de ràdio R-168-25U-2 «Aqüeducte» i un complex de protecció contra les armes de destrucció massiva. S'ha millorat el carregador automàtic de l'arma per a munició nova i s'ha millorat el xassís, rebent pistes d'eruga amb una frontissa paral·lela. Hi ha receptors GLONASS perquè la tripulació determini la ubicació del tanc.
  - T-72B3 obr. 2014: Versió modernitzada del T-72B3 per a biatló de tancs. Es diferencia de la versió bàsica per la presència d'un dispositiu d'imatge tèrmica panoràmica per al comandant i un motor amb una potència de 1130 CV. amb, canvi de marxes automàtic i un sistema de control de moviment amb un informador de veu dels modes de funcionament crítics dels components.[8]
  - T-72B3 obr. 2016:Modificació de T-72B3 amb pantalles de gelosia antiacumulació, el complex de protecció ERA Relikt, el canó 2A46M-5-01, el motor V-92S2F,[9] una caixa de canvis automatitzada, una pantalla digital, una càmera de televisió de visió posterior, una armes 2E58 estabilitzador[10] i un dispositiu d'observacions del controlador TVN-5.[11] Pes de combat 46 tones Va ser presentat per primera vegada al públic en una desfilada militar a la Plaça Roja el 9 de maig de 2017.
  - T-72B3 obr. 2022: Versió amb una mira d'artiller 1PN-96MT-02 i una càmera IR de resolució més baixa. A més del sistema de teledetecció Kontakt-5, el dipòsit també està equipat amb Kontakt-1.
  - T-72B3 obr. 2025: Una versió modernitzada del tanc T-72B3 amb protecció ERA Relikt integrada, similar a la instal·lada al tanc T-80BVM.[12]

### Versions realitzades en altres països

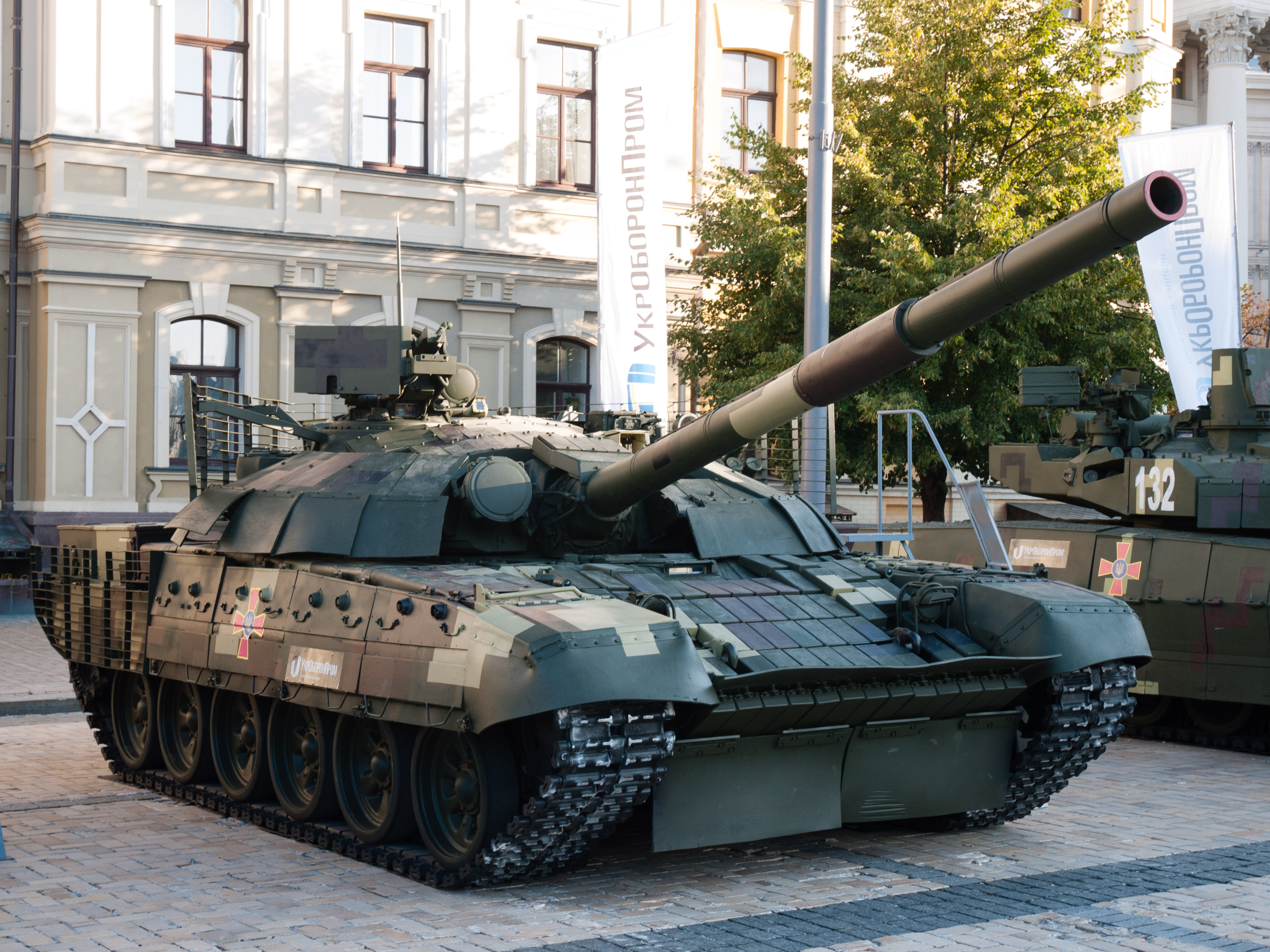
Un T-72AMT ucraïnes

- T-72AG: Una versió d'exportació de la modernització del tanc per a Ucraïna. Es van utilitzar els components i conjunts principals dels T-80UD i T-84. El dipòsit està equipat amb un motor 6TD (6TD-1 amb una potència de 1000 CV o 6TD-2 amb una potència de 1200 CV), un nou sistema de control d'incendis, una nova protecció dinàmica integrada i un MTO modificat. És possible instal·lar una pistola KBM-1M.
- T-72-120: (Ucraïna) una opció de modernització de tancs que s'ofereix per exportar als països de l'OTAN. El tanc està equipat amb un canó de tanc d'ànima llisa KBM-2 de 120 mm (es pot instal·lar un canó de calibre 140 mm). A la part posterior de la torreta hi ha un nínxol en el qual es troba un carregador automàtic amb 22 cartutxos unitaris, la resta de la munició (20 cartutxos) es troba a la part posterior del compartiment de lluita. Els trets utilitzats compleixen els estàndards de l'OTAN. La metralladora antiaèria de 12,7 mm va rebre control remot, similar al tanc T-80UD. El sistema de control de foc, les armes auxiliars, la central elèctrica i la protecció del T-72-120 són completament similars al tanc T-72AG.
- T-72MP: (Ucraïna) és una versió d'exportació de la modernització del tanc, desenvolupada amb la participació de l'empresa txeca Bohemia i la companyia francesa SAGEM.[13] Millora addicional del T-72AG d'acord amb els estàndards de l'OTAN. El dipòsit està equipat amb un sistema de mira làser combinat dia-nit amb estabilització en dos avions SAVAN 15MP de l'empresa francesa SAGEM i una visió panoràmica de l'empresa francesa SFIM (similar a les instal·lades al tanc Leclerc). A petició del client, és possible instal·lar un sistema de protecció contra ATGM del tipus Shtora-2, equips de ràdio i navegació moderns, un sistema de control de combat informàtic amb una pantalla de situació tàctica i altres equips electrònics de les principals empreses occidentals. És possible instal·lar una pistola KBM-1M.
- T-72E: (Ucraïna): una opció de modernització de tancs, creada a la planta de reparació de blindats de Khàrkiv en col·laboració amb KhKBD, ofert per a l'exportació. S'instal·la un motor 5TDFE amb una potència de 900 CV. Amb. (5TDFMA-1 amb una potència de 1050 CV per a la variant T-72E1), amb la conservació de l'antic sistema de refrigeració i sense modificacions importants de la carrosseria, una unitat elèctrica autònoma EA-10 amb una potència de 10 kW, aire condicionat, transmissió amb major eficiència, control remot Knife integrata la torre i muntat al casc. Es van fabricar 2 vehicles de la modificació T-72E1 basats en els tancs T-72A i T-72B.
- T-72UA1: (Ucraïna) una variant de modernització del tanc de la planta de reparació mecànica de Kíiv i l'empresa estatal KhKBD, que s'ofereix per a l'exportació (desenvolupament del projecte T-72E1). S'instal·la un motor 5TDFMA-1 amb una potència de 1050 CV. s., amb la conservació de l'antic sistema de refrigeració i sense modificacions significatives al casc, una transmissió amb eficiència DShKM de 12,7 mm, un comandament a distància «Knife» integrat a la torreta i un muntat un al casc. Es va instal·lar una unitat de potència auxiliar EA-10-2 amb una potència de 10 kW (al compartiment de potència) i aire condicionat. El xassís utilitza pistes i rodes motrius del T-80. Els vehicles d'aquesta modificació es van subministrar a Etiòpia (es van modernitzar els tancs T-72B).
- T-72UA4: (Ucraïna) una opció de modernització de tancs similar al T-72UA1, proposada per a Kazakhstan. El vehicle té un sistema d'observació i observació del comandant millorat amb un suport de metralladora antiaèria de tipus tancat i un sistema de contramesures òptic-electrònic Varta.
- T-72AMT: (Ucraïna): el vehicle està equipat amb «dispositius de visió nocturna amb tubs intensificadors d'imatge de tercera generació", un dispositiu d'observació del comandant TKN-3UM, un dispositiu de guia visual 1K13-49 «Neman» (del tanc T-72B). ) amb la capacitat de disparar un míssil guiat de tancs Kombat , un dispositiu nocturn de conductor TNK-72 o TVN-4BUP, emissores de ràdio de l'empresa turca Aselsan i «Libid-K-2RB» (Motorola muntat per la companyia de Kíiv «Dolya and Co. Ltd") en lloc de R-123 (R-173), un conjunt d'equips de navegació GPS/GLONASS CH-3003 «Basalt» (fabricat per l'empresa estatal «Orizon-Navigation", Smela, regió de Cherkasy), Motor V-84-1 en lloc de V-46, APU tipus EA10, complex de protecció dinàmic basat en el tanc model T-72UA (utilitzant part dels elements del complex «Knife", reixes protectores a la part posterior del casc i torreta, rodes motrius amb carrils tipus T-80, fars de neó, suport de metralladora antiaèria de 12,7 mm amb comandament a distància des del tanc T-64BV i blindatge addicional, càmeres de visió posterior i miralls retrovisors. Desenvolupador Kíiv BTRZ.Un exemplar de T-72M2 Moderna

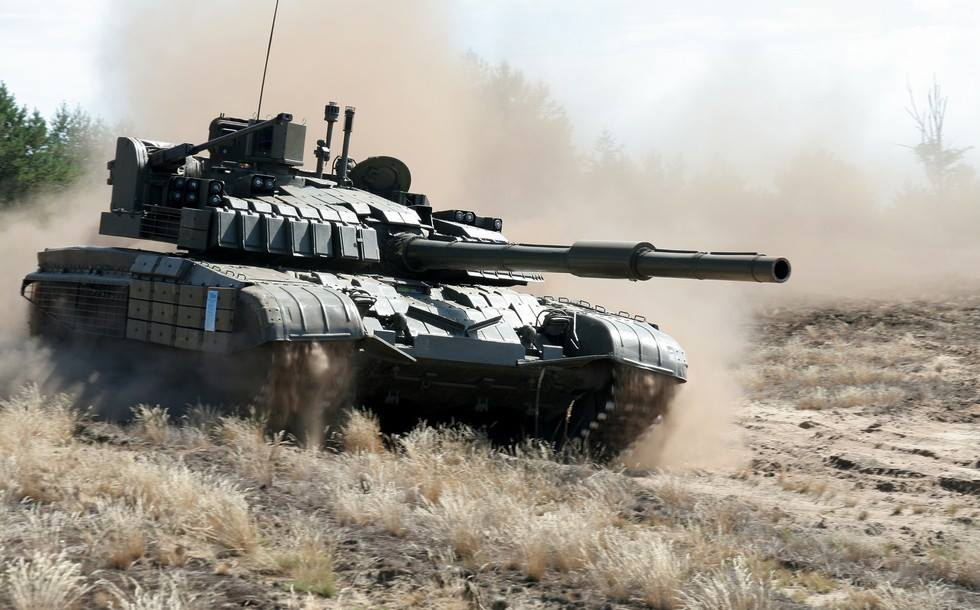
Un exemplar de T-72M2 Moderna

- T-72M2 Moderna: Actualització eslovaca del T-72M que no va entrar en producció per raons financeres, dissenyada conjuntament amb l'empresa francesa SFIM i el fabricant belga d'aviònica SABCA. El tanc estava equipat amb un nou sistema de control informatitzat VEGA, un visor VS-580 (com els tancs Leclerc), i la potència del motor B-46 es va augmentar a 850 CV. Amb. i donat el nom S-12U, el tanc també estava equipat amb dos canons antiaeris automàtics de 20 mm KAA-200 (en les primeres versions), més tard van ser substituïts per un canó de 30 mm (2A42), i el nou canó dinàmic. Conte blindatge reactiu ERA Dynas.
- T-72M1 Ajeya:[14] Versió construïda a l'Índia, desenvolupada pel DRDO[15] i fabricat per HVF,[16] on produeixen de 70 a 120 vehicles a l'any.
- T-72M1 Assad Babil:[17] Aquesta versió aquesta fabricada a Iraq, un dels països que té una llicència de construcció. Disposa d'un sistema d'armes antitanc ATGW,[18] trapa muntada en part superior de la torreta, davant de l'escotilla de l'artiller, dissenyat per enganyar als sistemes TOW occidentals, míssils MILAN[19] i míssils HOT.[20]
- T-72M4 CZ: Creat a la República Txeca a partir d'un T-72 A per assumir els estàndards del T-T-72B. L'actualització feta per VOP 025, a Nový Jiín a la República Txeca, va millorar el blindatge i la protecció NBQ,[21] va incorporar una nova metralladora de 7,62 mm, que pot utilitzar tant munició original com de l'OTAN i un nou sistema d'acceleració més concorde als tancs actuals.
- T-72EA: (Txèquia) es modernitza amb un nou sistema de comunicació per ràdio, un nou tauler digital per al conductor, nous sistemes de visió nocturna, una càmera tèrmica i un cercador làser amb seguretat per als ulls. El dipòsit també està equipat amb nous components powerpack per augmentar la potència del motor de 780 a 840 CV.[22]
- M-84: Construït a l'antiga Iugoslàvia, aquesta versió millorada del T-72 ha estat exportada amb bastant succés a altres països. Compta amb un motor de 1000 cv, amb més velocitat en carretera, una millora en la proporció potència / pes i un blindatge multicapa superior.
- M-84AS: Versió sèrbia de la modernització del tanc M-84, també es coneix com a M2001.

- M-84A4 Snajper: una versió croata de la modernització del tanc M-84 produïda per JSC Djuro Djakovic de Slavonski Brod.

- M-95 «Degman": Vehicle croat basat en el tanc M-84, molt similar en prestacions al M-84 AB 1. Entre els canvis d'aquest model es compten la millora del blindatge al lloc del pilot, millora del blindatge de la torreta i substitució del circuit hidràulic de la mateixa per un elèctric, incorporació de blindatge ERA,[3] substitució del motor per un de 1000 cv o un millor sistema de control de tret.

- TR-125: Versió realitzada a Romania. Entre els canvis d'aquest model hi ha la millora del blindatge, un motor de 880cv, set rodes amb un disseny propi i faldons d'una peça.PT-91 Twardy polonès.

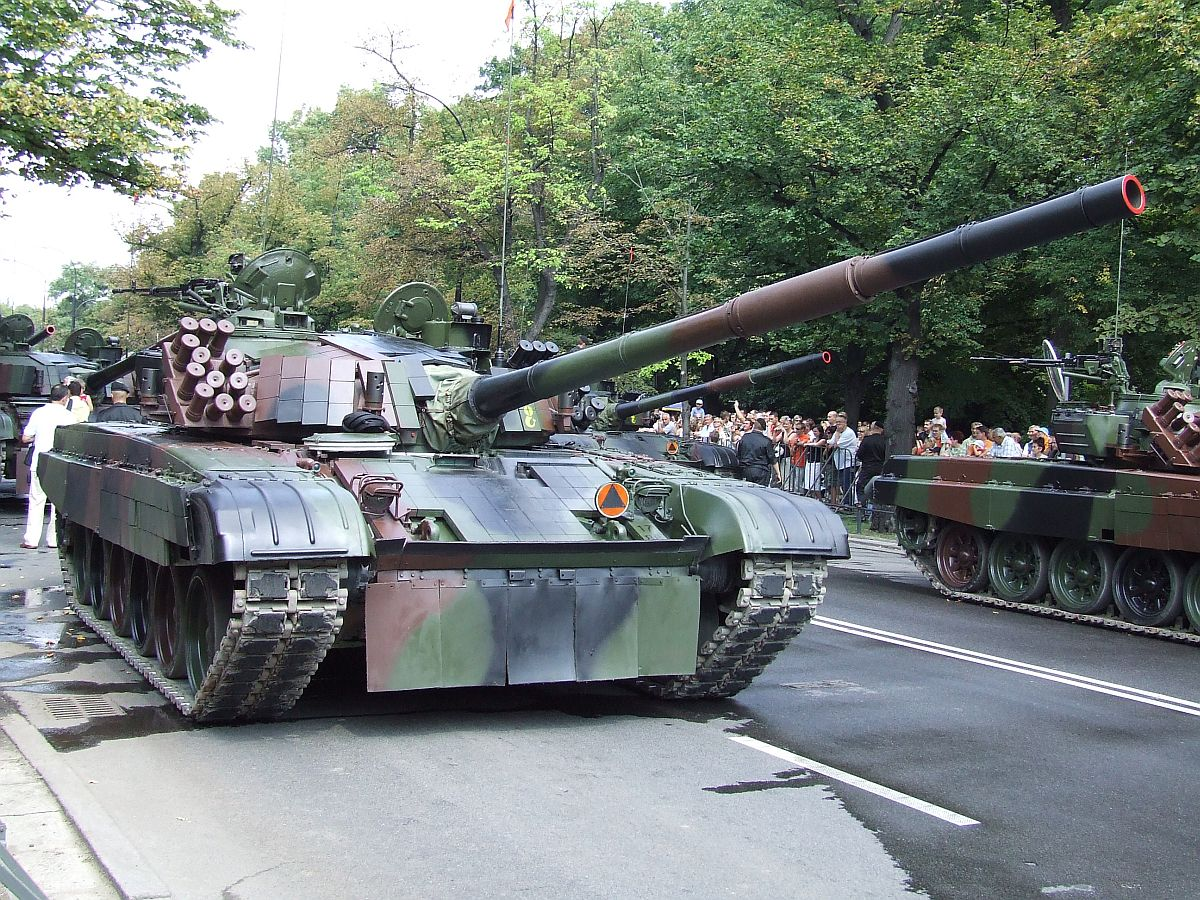
PT-91 Twardy polonès.

- PT-91 Twardy:[23] Construït en Polònia per PZL-WOLA.[24] Basat en el T-72M1
- T-72BME: una versió belarús de la modernització del tanc T-72A, presentada per la 140a planta blindada.[25]
- T-72 Vityaz: (Belarús) Una modificació equipada amb una mira d'artiller multicanal «Sosna-O» produïda per l'empresa belarussa «Peleng» i altres equips millorats. «Sosna-O» està estabilitzat en dos plans i té un òptic. Canal de televisió i infrarojos, així com un telèmetre làser, que també s'utilitza com a mitjà per a il·luminar objectius en disparar míssils guiats.[26]
- T-72BM2: (Belarús): modernització del tanc T-72B el 2022, desenvolupada per especialistes de la planta de reparació número 140. El vehicle està equipat amb una unitat de potència addicional, una mira d'artillera multicanal Sosna-U i Kontakt-5. El tanc es va presentar per primera vegada a l'exposició de defensa de Minsk MILEX-2023.[27]
- T-72KZ: (Kazakhstan) Una versió conjunta kazakh-israeliana de la modernització del tanc. Estava equipat amb una protecció dinàmica i un sistema de control d'incendis d'origen israelià.
- T-72KZ Shygys: (Kazakhstan) una opció de modernització amb la participació d'empreses de Kazakhstan, Israel i Ucraïna. Presentat per primera vegada el 2012. El tanc està equipat amb un sistema de control TISAS millorat amb visors d'imatge tèrmica de fabricació israeliana, TIUS, un sistema de navegació basat en GPS i una estació de ràdio Tadiran. La torreta té un DS integrat i muntat al casc, i s'instal·len reixes antis acumulades a les projeccions laterals. Les vies estan equipades amb pastilles d'asfalt.
- T-72KAE: (Kazakhstan) El vehicle és una versió significativament millorada del tanc T-72A, equipat amb un nou sistema de control d'incendis amb una imatge tèrmica i seguiment automàtic d'objectius, una imatge tèrmica per al conductor, una màquina estabilitzada controlada a distància muntatge de pistola, protecció dinàmica, nous equips de comunicacions, etc. Es va presentar a l'exposició Kadex-2018.[28]
- T-72A Aslan: (Azerbaidjan): Una opció de modernització desenvolupada per l'empresa israeliana Elbit Systems. El tanc està equipat amb un sistema de control informatitzat, un sistema de navegació basat en GPS, un sistema de determinació «amic o enemic", càmeres d'imatge tèrmica per al comandant i l'artiller i un sistema de teledetecció muntat.
- T-72UMG: (Turkmenistan) instal·lació de noves armadures, nous dispositius d'observació diürna i nocturna, llançagranades de fum, un HMG NSV de 12,7 mm amb control remot i un nou Motor V-84. La característica més notable del T-72UMG és sens dubte la instal·lació de Kontakt-5 a la seva torreta.[29]
- T-72 SIM-1: (Geòrgia): Augment de la implementació de l'armadura reactiva Kontakt-1 i l'armadura passiva Kontakt-5. Nou sistema de comandament i control FALCON, sistema de navegació GPS i sistema polonès de control d'incendis SKO-1T DRAWA-T amb comptador tèrmic i làser (des de PT-91 Twardy). També té un sistema de reconeixement d'amics o d'amics.[30]

## Variants

### sovietics i Russos
- BREM-1: Vehicle blindat per a recuperació i reparació, basat en el xassís del T-72. El seu torn pot moure fins a 110 tm i la grua 13 tm.

- Object 033: vehicle de control del complex robòtic d'enginyeria Klin-1 per a operacions en zones de contaminació per radiació
- Object 187: és un tanc de batalla principal experimental soviètic.
- Object 188: O T-72BU es una evolució del T-72BM. Munta els sistemes de visor de l'artiller del T-80BU, un nou motor, equips de visors tèrmics, receptors d'alerta làser i un sistema d'interferència infraroja Shtora[31] antiATGM.[32] Se ha intentat que aquest carro de combat sigui adoptat per l'exèrcit rus com a estàndard junt amb el T-80U.
- Object 190: Instal·lació experimental de neteja de mines UR-88 Oboy.[33]
- Object 327: és un canó autopropulsat soviètic experimental de 152 mm.
- Object 782: És un vehicle de combat de suport de tancs experimental soviètic.
- Object 787: És un vehicle de combat de suport de tancs experimental rus.[34]
- IMR-2: Vehicle de combat d'enginyers basat en el xassís del T-72. La pala excavadora pot ser disposada tant en forma plana com a V, també es poden acoblar altres accessoris a la grua com per exemple pinces per arrencar arbres.[35]
- BMR-3: és un vehicle blindat rus de neteja de mines.
- RHM-7 Berloga: Vehicle de reconeixement químic i de radiació.[36]
- BMO-T: És un transport blindat de personal dedicat per a equips especialitzats de llançaflames.[37]
- 2S19 MSTA-S: Obús d'artilleria autopropulsada, va entrar en servei en l'exèrcit rus el 1989 com un vehicle per proporcionar foc de cobertura i atac a objectius no coberts. El canó és un 2A64 de 152 mm fabricat per Barrikady State Production Association, Volgogrado, Rússia.
- TZM-T: És un vehicle de càrrega de transport pesat rus del llançacoets múltiple TOS-1.
- TOS-1 Buratino: És un llançacoets múltiple capaç d'utilitzar ogives termobàriques, muntat sobre un xassís de tancs T-72.
- BMPT-72 Terminator 2: Nou tipus de blindat rus, denominat com a vehicle de combat de suport a tancs. Creat per l'experiència de Grozni, Txetxènia. El carro de combat consta d'una metralladora 2A42 o 2A72 30 mm a la torreta, en el costat esquerre quatre llançadores AT-14 Kornet ATGM,[32] un parell de llança-granades AGS-30 i blindatge ERA.[3]

### Altres països
- BLP-72: Projecte de vehicle llança ponts d'Alemanya de l'Est.[38]
- FAB-172M: Simulador de conducció d'Alemanya de l'Est per a la formació de mecànics de conductors T-72.
- BLT T-72: És un vehicle indi que col·loca un pont de tancs al xassís T-72M1.[39]
- PZA Loara: És un sistema d'armes antiaèries autopropulsades dirigides per radar polonès.
- SJ-09: Simulador de conducció polonès per a la formació de mecànics de conductors.[40]
- WZT-3: Vehicle blindat polonès de reparació i recuperació.
- MG-20 Daglezja-G: És un vehicle polonès que col·loca un pont de tancs sobre un xassís T-72.
- MT-72: És un vehicle de Txecoslovàquia que col·loca un pont de tancs sobre un xassís T-72.
- VT-72: Vehicle blindat de reparació i recuperació txecoslovac.
- VT-72B: Vehicle blindat de reparació i recuperació txecoslovac, variant de BREM-1.
- ShKH Himàlaia: Obús autopropulsat experimental eslovac de 155 mm.[41]
- VT-72C: La modernització eslovaca del VT-72B ARV, utilitza el motor dièsel polonès S-12U.
- BTS-5B: Modificació ucraïnesa de BREM-1.
- BMT-72: És un vehicle de combat d'infanteria pesada ucraïnesa experimental basat en el tanc principal T-72.[42]
- VT-72M4: Modernització txeca del VT-72 amb la central elèctrica i equips de comunicacions utilitzats al T-72M4CZ:.

### Països amb llicència de construcció de T-72
- República Socialista Txecoslovaca
- Índia
- Polònia
- RF Iugoslàvia
- Iraq
- Iran

## Operadors

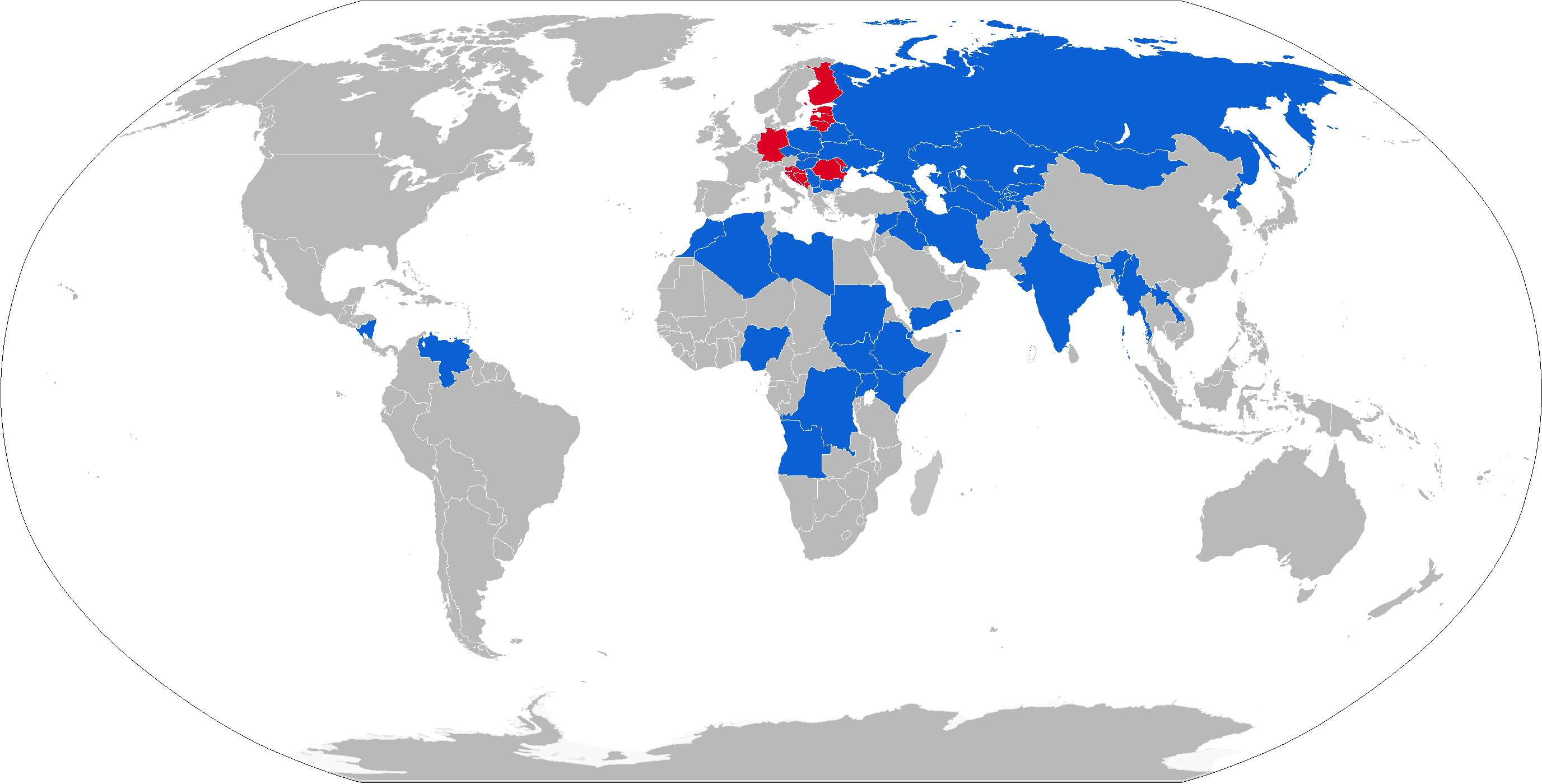
Usuaris on tenen un T-72 en servei (blau). Països on tenien en servei un T-72 (vermell)

Països que operen el carro de combat T-72 i nombre d'unitats:

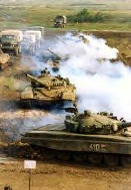
Carros T-72 hongaresos.

- Abkhàzia: 9 a partir del 2020.[43]
- Algèria: 325 T-72M1/M1M a partir del 2023.[44]
- Angola: 50 T-72M1 a partir del 2023.[45]
- Armènia: 100 T-72A/B a partir del 2023.[46]
- Azerbaidjan: 180 T-72A i T-72B el 2003.
- Belarús: 477 T-2B i 20 T-20B3M a partir del 2023.[47]
- Bulgària: 90 T-72M1 a partir del 2023.[48]
- Croàcia: 74 M-84 a partir del 2023[49]
- Txèquia: 543 heretats de l'antiga Txecoslovàquia el 1993. 30 T-72M4 CZ, 93 T-72 en emmagatzematge a partir del 2023.
- Etiòpia: 50 T-72B procedents del Iemen a partir del 2023.[50]
- Geòrgia: 100 T-72B/ T-72 SIM-1 a partir del 2023.[51]
- Hongria: 44 T-72M1 a partir del 2023.[52]
- Índia: 2418 T-72M1a partir del 2023.[53]
- Iran: 480 T-72 M1 i T-72S a partir del 2023[54]
- Iraq: 168 T-72M/M1 a partir del 2023.[55] El febrer de 2022, 10 T-72M1, després de la revisió, van ser lliurats des de Bulgària a l'exèrcit iraquià, per uns 10 milions de dòlars per unitat.[56]
- Kazakhstan: 650 T-72B, T-72B/A en servei a partir del 2023. Hi ha uns 1.500 més emmagatzemats. En total, després del col·lapse de l'URSS, Kazakhstan va rebre uns 2.000 tancs T-72.
- Kirguizstan: 150 T-72/A a partir del 2023.[57]
- Líbia 150 a partir del 2023.[58]
- Malàisia: 41 PT-91M Pendekar, a partir del 2023.[59]
- Marroc: 40 T-72B (altres 60 en emmagatzematge) a partir de 2023.[60]
- Myanmar: 50 T-72S a partir del 2023.[61]
- Corea del Nord - Probablement un T-72 S va ser venut als nord-coreans a començaments de la dècada de 1990.[62]
- Polònia - 130 (T-72A/M1/M1R) i 232 PT-91 a partir del 2023.[63]T-72M iraquià el 2006.

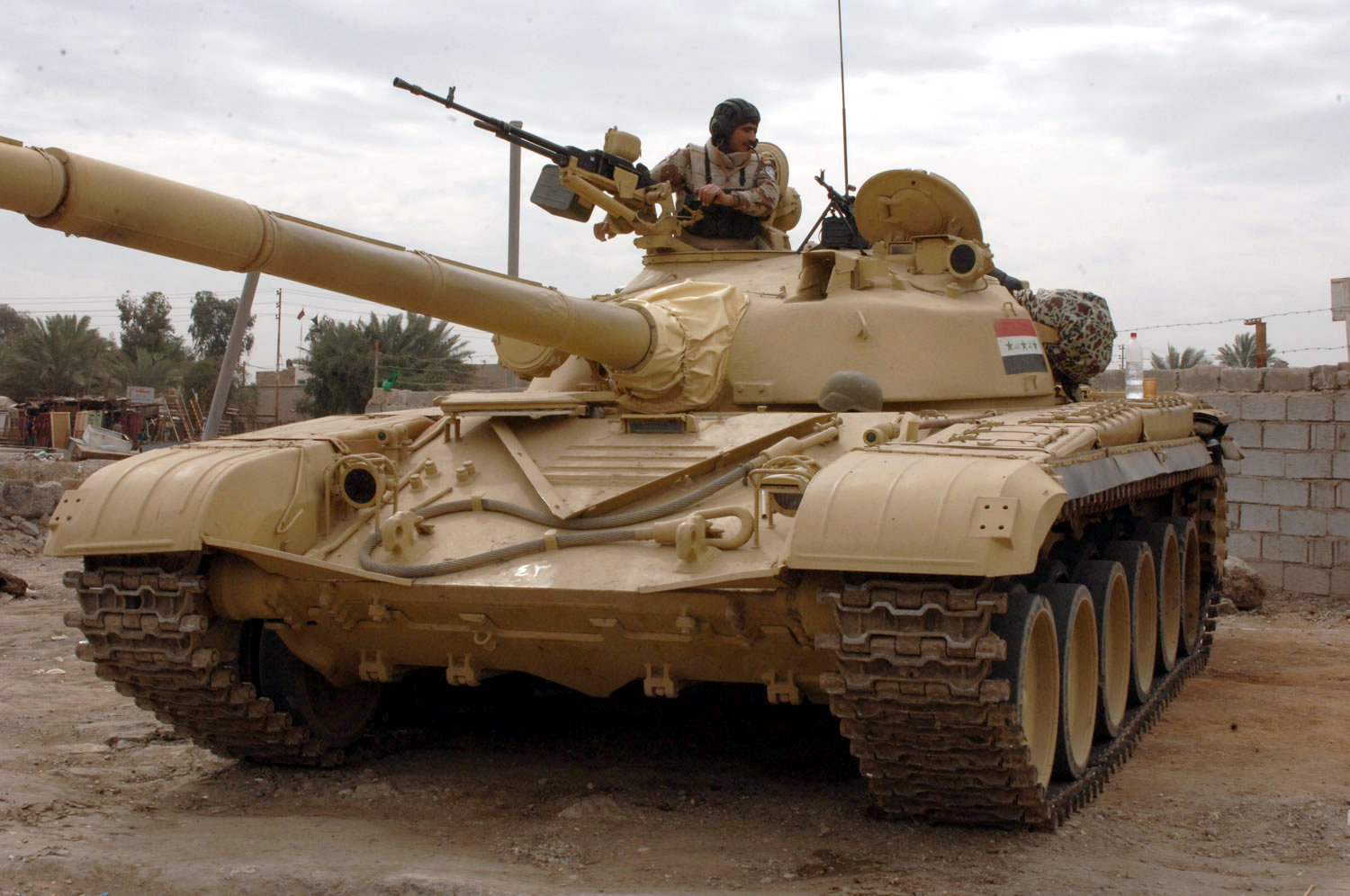
T-72M iraquià el 2006.

- Rússia En total tenen 9650 T-72 de totes les varants, a mès un cert nombre emmagatzemat, a partir de 2023.[64]
- Sèrbia: 197 M-84, 2M-84S1 i 30 T-72MS a partir del 2023.[65]
- Eslovàquia -30 T-72M a partir del 2023.[66]
- Síria hi ha T-72AV/B/B3 a partir del 2023.[67]
- Sudan: 70 T-72AV a partir del 2023.[68]
- Tadjikistan: 28 T-72A/AV/B, 3 T-72B1, a partir de 2023.[69]
- Turkmenistan: 650 T-72/UMG, a partir de 2023.[70]
- Ucraïna: En total tenen 773 de totes les variants en servei actiu[71] i 500 en emmagatzematge, a partir de 2022.[72]
- Uganda: 40 T-72A i 10 T-72B1 a partir del 2023.[73]
- Laos: 10 T-72B1, a partir de 2023.[74]
- Uzbekistan: 70 T-72 a partir del 2023.[75]
- Iemen té T-72 a partir del 2023.[76]
- Sudan del Sud: 80 T-72AV (possiblement incombatible) a partir de 2023.[77]

### Exoperadors

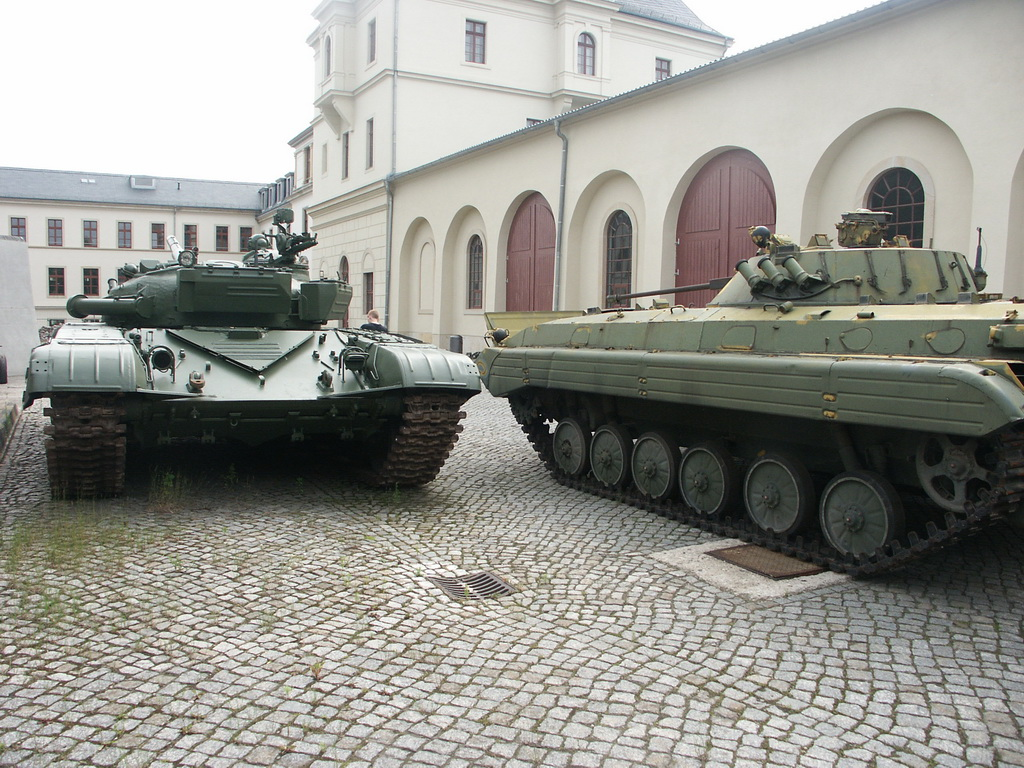
Antic T-72M d'Alemanya Oriental al costat d'un BMP-2

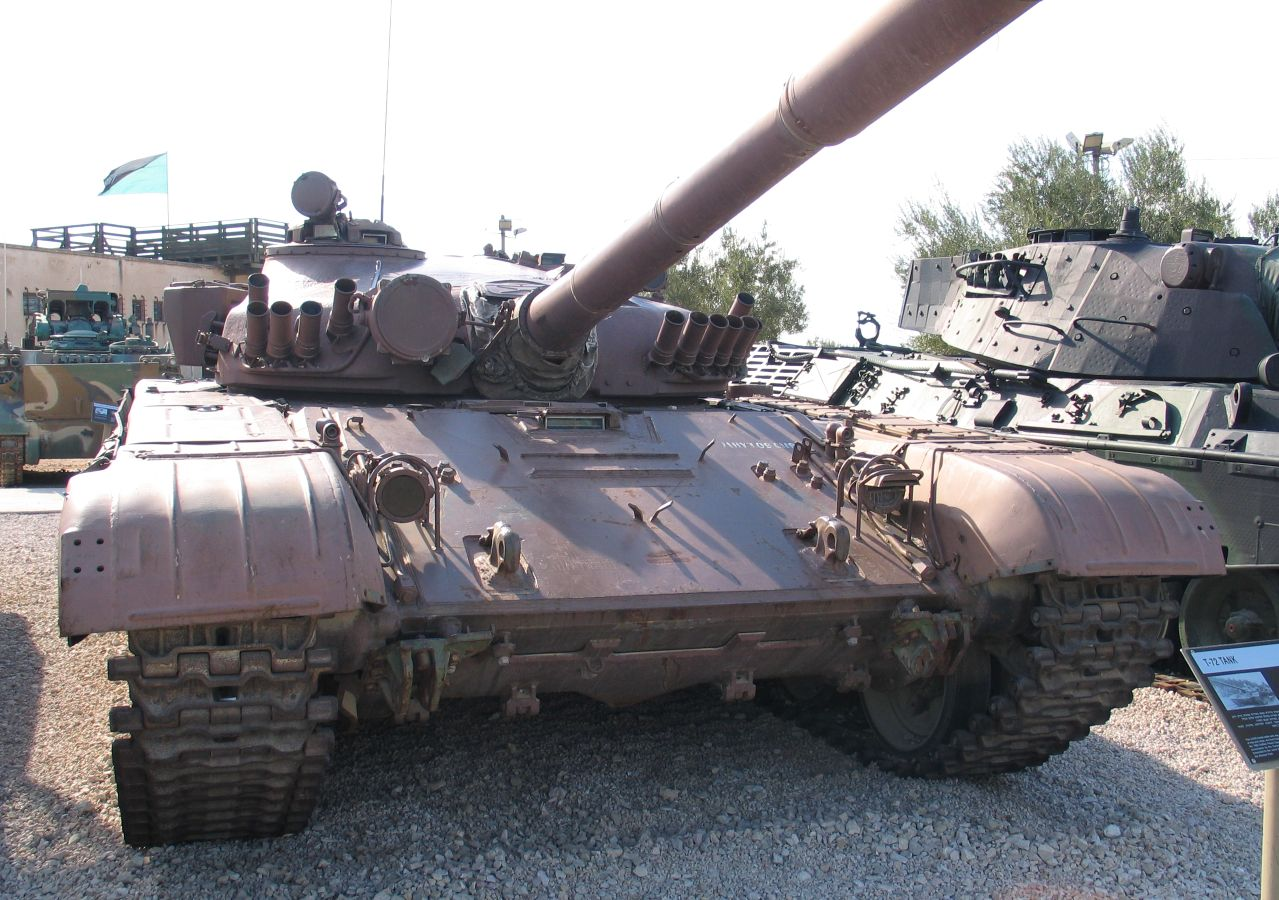
Antic T-72M1 sirià capturat per l'Exèrcit Israelià i lliurat al Museu Yad la-Shiryon.

Països que van operar el T-72 en el passat:
- Bòsnia i Hercegovina: 71 M-84 a partir del 2013.[78]
- Estats Units: 86 (mostra, proves) des d'Alemanya
- Macedònia del Nord: 30 T-72A i 1 T-72AK lliurats des d'Ucraïna el 1999.[79]  Quantitat no especificada retornada a Ucraïna després del seu lliurament el juliol de 2022.[80]
- República Txetxena d'Ichkeria Van operar nombroses dotzenes, deixats enrere per l'URSS, comprats a l'URSS, Rússia i capturats abans i durant la Primera Guerra Txetxena.
- Txecoslovàquia: Al voltant de 1.700 T-72/T-72 M/T-72 M 1 van ser produïts entre 1981 i 1990. L'Exèrcit Txecoslovac tenia 815 T-72 l'any 1991. Tots van ser passats als estats successors.
- Repùblica Democràtica Alemanya 35 T-72 (procedents de l'URSS), 219 T-72 (procedents de Polònia i Txecoslovàquia), 31 T-72M (procedents de l'URSS), 162 T-72M (procedents de Polònia i Txecoslovàquia) i 136 T-72M1. 75 T-72 van ser equipats amb blindatge addicional al buc. Passats a l'estat unificat d'Alemanya.[81]
- Estat Islàmic: T-72 disponible a partir del 2017.[82]
- Finlàndia - Entre 160 i 170 T-72 M1. Al voltant de 70 T-72 M 1 (una brigada cuirassada) van ser comprats a la Unió Soviètica i lliurats el 1984, 1985-1988 i 1990. 97 T-72 M1 més (incloent un petit nombre de versions comandament T-72M1K i T-72M1K1) van ser comprats dels excedents emmagatzemats per Alemanya el 1992-1994. Ara tots estan sent retirats de servei i rebutjats o venuts com a reserva a la República Txeca.[83]
- Israel - Alguns tancs T-72M1 sirians capturats però a diferència dels tancs T-54/T-55 i T-62 no van ser usats per l'Exèrcit Israleí. Un va ser donat al museu Yad la-Shiryon.
- Sèrbia i Montenegro - Passats als estats successors.
- Unió Soviètica: Passats als estats successors.
- / Alemanya: 549 tancs procedents de l'exèrcit d'Alemanya Oriental, tots rebutjats, venuts a altres països o donats a museus.
- Iugoslàvia 90 T-72M i 3 T-72MK fabricats a Txecoslovàquia i a la Unió Soviètica; passats a estats successors. (vegeu també M-84)
- Romania: Es van comprar 31 T-72M a l'URSS, i es van rebre entre 1978 i 1979.[84] Retirats del servei (en emmagatzematge a llarg termini), 28 tancs estan a la venda (23 d'ells necessiten reparacions i cinc estan operatius).[85] El 2022 Romania va transferir la seva flota de T-72 a Ucraïna en resposta a la invasió russa d'Ucraïna el 2022.[86]
- Ossètia del Sud: 75 T-72, a partir de 2008.[87]

## Conflictes en què ha intervingut

### Guerra Iran-Iraq 1980
També anomenada primera guerra del golf Pèrsic va començar el 22 de setembre de 1980 quan tropes iraquianes van atacar llocs fronterers de l'Iran. Fonts iraquianes afirmen que el primer tret el va donar un T-72, però no hi ha proves que el 1980 l'exèrcit iraquià disposés d'aquests tancs. Si hi ha dades que el 1982 l'exèrcit iraquià disposava d'almenys cent unitats, les mateixes que tènia el 1984. Finalment, en l'ofensiva per recuperar la península d'Al-Faw del 17 d'abril de 1988, en la qual van participar 100.000 homes de la Guàrdia republicana, va suposar l'ús en combat del T-72 contra els carros de combat iranians que eren majoritàriament M60 Patton i Chieftain als que van aconseguir batre de molt èxit.

### Invasió / Guerra del Líban 1982
La primera intervenció del T-72 (T-72M) en un conflicte real es va produir durant la guerra del Líban l'11 de juny de 1982, en el vall de Bekaa. T-72 segon de la 82a brigada blindada de l'exèrcit sirià, van caure en una emboscada preparada per la 7a brigada mecanitzada de les FDI, composta per Merkaves Mk1 dotats de projectils APFSDS. El desenllaç d'aquest encontre de primerencs, ja que el Merkava també estava rebent seu baptisme de foc en aquesta intervenció, va ser favorable a les forces de combat israelianes. Dos fets van ser les principals causes d'aquesta derrota dels T-72, una va ser el blindatge interior, l'aliatge de tungstè i acer es trencava en trossos a l'impacte dels projectils perforadors, projectant desenes, o potser centenars, de fragments com a metralla a l'interior de l'habitacle dels tripulants. En segon lloc, el canó de 125 mm no va ser prou efectiu en grans distàncies (2000 -3000 m), no aconseguint a penes penetrar el blindatge dels Merkavas. Encara que en aquesta ocasió l'arma més mortífera per als carros de combat sirians van ser els helicòpters AH-1 Cobra, armats amb míssils BGM-71 TOW, van causar seriosos danys atacant els vehicles per la part superior del buc on el blindatge era més feble. Segons dades del govern israelià, van aconseguir destruir nou T-72, encara que aquestes afirmacions van ser desmentides pel govern sirià, assegurant que els guanyadors en aquest particular enfrontament entre tancs van ser els seus T-72. L'únic cert és que no va sortir bé aturat en el seu primer enfrontament contra tancs occidentals, ja que poc després d'aquest conflicte, van prendre bona nota els enginyers dels Urals i van començar a configurar unes millores que es van veure reflectides al front.

### Invasió de Kuwait 1990
També anomenada segona guerra del Golf Pèrsic, va enfrontar a una coalició internacional de països i l'Iraq, després que aquest envaís i annexionés el soldanat de Kuwait. En 1989 Iraq comença la producció pròpia de T-72 M 1, al qual anomena Lleó de Babilònia. La munició de 125 mm també es produïa a l'Iraq; tanmateix, sembla que els estàndards de qualitat estaven per sota dels tancs i munició produïts a l'URSS Un any després, concretament el 2 d'agost de 1990, les tropes iraquianes, entre les quals es trobaven quatre divisions de la Guàrdia Republicana equipades amb T-72, van envair terra kuwaitià. Les divisions que comptaven amb T-72 van ser dues, la 1a Divisió Armada Hammurabi, amb 10.000 homes i 350 T-72 de la 15a brigada d'infanteria mecanitzada i la 2a divisió Armada Al-Medinah al-Munawera amb la 14a brigada mecanitzada. Aproximadament cap al 5 d'agost 1990 Saddam ordenava el replegament escalonat de les divisions de la Guàrdia republicana, sobretot les que tenien a les seves files els Assad Babyle fins a la frontera iraquiana, sent substituïts per tropes de l'exèrcit regular, preveient la pròxima intervenció de les tropes de la Coalició de països, que es va produir el febrer de 1991. En els dies posteriors es van perdre multitud de T-72 gràcies als intensos bombardeigs aeris dels F-16, els A-10. El tanc nord-americà a què es van enfrontar va ser el M1A1 HA.
La versió HA (Heavy Armour) era equipada amb l'espès blindatge compost Chobham de l'anterior model, al qual es van afegir planxes d'urani empobrit en la part frontal per augmentar-ne la densitat efectiva, augmentant el pes del blindat amb més d'una tona. Té com aa arma principal el letal i precís canó d'ànima llisa d'origen alemany Rheinmetall M256 de 44 calibres de longitud (el seu llarg és 44 vegades el seu calibre), amb un abast efectiu dels 3.500 metres, però amb abasts de combat de 4.000 metres, gairebé al límit de l'abast visual. S'afirma que només 18 M1A1 Abrams HA van ser assolits en combat. 9 van quedar fora de servei permanentment i la resta van sofrir danys reparables. Cap carrista nord-americà no va perdre la vida sota foc enemic malgrat rebre impactes directes. No s'indiquen quants d'aquests 18 M1A1 HA van quedar inutilitzats per foc amic, però no s'oculta que s'hagin produït tals incidents. El seu pes de combat en la guerra del Golf assolia les 63 tones mètriques. Del camp de batalla iraquiana es van treure nombroses lliçons, donant lloc a l'actualització denominada M1A2, que amb més de 69 tones mètriques de pes supera àmpliament en prestacions als models anteriors i el situa entre els millors carros actuals, introduint el tanc en «la guerra digital». Els anglesos van utilitzar seu Challenger 1, un formidable carro de combat tan fortament protegit com el seu homòleg nord-americà, amb qui comparteix tipus de blindatge. Equipat amb un gran canó ratllat de 120 mil·límetres, denominat L30A1, que va causar la destrucció més llunyana documentada d'un tanc iraquià disparant des de 5.100 metres de distància usant un projectil HESH, amb major abast efectiu que els penetradors densos i pesats KE. Cap Challenger no va ser assolit durant els combats. El seu successor, el Challenger 2, té encara millors característiques i la fama de ser el carro millor protegit del món. El seu pes de 62,5 tones així l'avalen. El model més modern va substituir el 2004 l'anterior canó ratllat pel nou Rheinmetall L55, 120 mil·límetres, ànima llisa i 55 calibres de longitud, que també és usat, pel nou Leopard 2 A 6. És compatible amb totes les municions de 120 mil·límetres OTAN, inclosos els projectils d'urani empobrit més potents de l'actualitat, els M829A3 nord-americans, amb què és capaç de destruir o amb què posar fora de servei qualsevol carro modern amb un sol tret.
Segons fonts de la coalició, entre 200 i 500 T-72 van ser destruïts pels seus tancs, encara que també és certa la gran col·laboració de l'absoluta supremacia aèria de les forces de la coalició en l'anihilació dels iraquians blindats. Si donem per certa la versió dels comandants de la cavalleria armada de l'exèrcit dels Estats Units, la causa de la fàcil destrucció d'aquests tancs es va deure sobretot que eren versions antiquades del T-72, molts d'ells no tenien ni tan sols un blindatge ERA que tingués alguna possibilitat de protegir-los de projectils de càrrega buida o míssils. Els anglesos usaven projectils perforadors de blindatge KE d'aliatge de tungstè, i especialment projectils HESH, que a diferència dels primers, la distància a l'objectiu no n'afectava la capacitat destructiva.
Els nord-americans per llur part van posar per primera vegada en combat el nou projectil KE d'alta velocitat M829A1 sobrenomenat «Silver Bullet» (bala platejada) fabricat en urani empobrit. Aquest material és molt pesat, 2,5 vegades més dens que l'acer i millor penetrador que el tungstè. Això sumat als seus efectes pirofòrics després de l'impacte ho feien el projectil ideal per causar la màxima destrucció. En informes de tanquistes nord-americans s'afirma haver destruït dos T-72 amb un sol tret. En altres ocasions relataven com disparaven directament a les trinxeres de sorra després de les quals s'ocultaven en posició de combat els tancs iraquians, després d'esbrinar que el M829A1 tenia prou força per a travessar-les i destruir el blanc ocult darrer les trinxeres. El blindatge del T-72, no més dur que la fusta per als projectils d'urani empobrit, va demostrar la seva ineficàcia en qualsevol situació en la qual es va enfrontar als tancs de la coalició. La tàctica occidental de «multiplicació de la força» (qualitat contra quantitat) estava donant el millor dels resultats. A més el mal disseny endèmic dels tancs russos quedava l'escassa protecció de la munició per a l'arma principal: disposada en el cavallet «de cistella» ocupava molt espai i impedia blindar-la convenientment. Davant d'un impacte explotaven els projectils emmagatzemats, i causaven la mort instantània de la tripulació. A vegades l'energia alliberada era tan grossa que la torreta es llençava en altitud. De la mateixa manera explotaven si era tocat el dipòsit de combustible. Una altra gran debilitat davant els tancs de la coalició, especialment davant del M1A1 Abrams HA, va ser la manca de visors tèrmics de llarg abast com els que tenia el tanc nord-americà. Els visors nocturns Raytheon podien servir a plena llum del dia per buscar blancs camuflats que eren invisibles per als sistemes òptics diürns, i permetien als artillers dels M1 localitzar objectius sota condicions adverses tals com a tempestes de sorra o fum. Sens dubte el combat nocturn empitjorava encara més les ja limitades opcions de tret dels T-72. Les forces de la coalició preferien lluitar en grans distàncies, ja que la precisió dels seus sistemes i la millor òptica els permetien fer blanc a 3.000 o a 3.500 metres, sense menester d'apropar-se al límit efectiu del T-72, estimat en uns 2.000 metres. La majoria d'unitats de T-72 van poder tornar a Bagdad en els primers dies de l'ofensiva. Una xifra estimada d'unitats actives després de la segona guerra del Golf serien unes 500 dels presumibles 700 que disposava en començar-la, totes pertanyents a la Guàrdia republicana.

### Invasió / Guerra d'Iraq 2003
També anomenada tercera guerra del golf Pèrsic. El març de 2003 començava l'ofensiva realitzada unilateralment pels Estats Units i el Regne Unit contra l'Iraq. En aquesta ocasió les unitats de T-72 s'enfrontaven de nou a la supremacia aèria dels països occidentals i amb l'evolució del M1A1 que tantes baixes va produir en la segona guerra del Golf, el M1A2 Abrams amb el qual van tornar a utilitzar urani empobrit a les seves municions i blindatge del buc. Segons paraules de Patrick Garret, un analista militar, aquesta munició «era capaç de travessar els blindatges (dels T-72) com mantega."
La majoria de T-72 va ser reservat, al costat de les millors tropes, per a una defensa de Bagdad i proximitats. Un dels primers enfrontaments va succeir en al-Kut on elements de la 3a divisió armada i la 82a Aerotransportada es van enfrontar a la 2a brigada blindada de la divisió Al-Medinah de la Guàrdia Republicana, aconseguint detenir l'avenç. Durant la nit, helicòpters Apache i Blackhawk van atacar les posicions avançades dels T-72 destruint la majoria i obligant a la resta de la divisió replegar-se. Els aliats van perdre aquella nit un helicòpter Apache. Un altre combat cruent es va donar entre les localitats de Kerbala al Najaf on les forces de la Guàrdia republicana esperaven amb la divisió en-Medinah a la 1a divisió de Marines nord-americans. En els combats almenys dos helicòpters van ser fets caure i molts danyats.
El model de T-72 que es va fer servir en aquesta guerra era un model molt inferior als M1A2, no havien sofert millores des de 1991, mancaven dels components necessaris per a una batalla amb tancs moderns, el seu abast de foc efectiu no era gaire elevat per als estàndards actuals, l'electrònica i les comunicacions també estaven antiquades. Si a això se suma que la majoria sol tenien l'estructura metàl·lica del blindatge ERA, però sense el component explosiu, es pot entendre la baixa eficiència en combat. També es va arribar a utilitzar dièsel rebaixat i fins i tot gasolina als motors, amb la qual cosa aquests no rendien adequadament. On finalment s'esperava una gran batalla era en la conquesta de Bagdad, però els T-72 realment van oferir poca resistència i tan sols tancs aïllats als suburbis t en l'entrada de la ciutat. En assolir les tropes de l'aliança a l'aeroport internacional de Bagdad, totes les unitats que quedaven de la Guàrdia republicana es van retre.

### Guerres de l'Alt karabakh
A la Guerra de l'Alt Karabakh, ambdós bàndols van utilitzar diversos centenars de tancs T-72 de diverses modificacions sobrants de les unitats ZakVO de l'exèrcit soviètic. L'Azerbaidjan va admetre la pèrdua irrecuperable de 178 tancs T-72 (que és gairebé 3 vegades més que les pèrdues armènies). La majoria dels tancs (tres quartes parts) van ser abandonats per l'Azerbaidjan en condicions totalment operatives durant la retirada. Més de 100 tancs capturats van entrar en servei amb l'Exèrcit de Defensa de la República d'Artsakh.
A la guerra entre Armènia i l'Azerbaidjan el 2020, materials fotogràfics i de vídeo de fonts independents van registrar la destrucció per part de les tropes d'Azerbaidjan de un total de 153 tancs destruïts i 102 capturats armenis. I de part dels armenis va destruir 33 tancs i van captura 16 tancs azarbaijan.

### Guerres txetxenes
A Txetxènia Les operacions de combat del T-72 van començar el 1994 amb la participació del regiment Shalinsky en escaramusses amb infanteria i tancs T-62 de l'oposició. Es desconeix informació sobre les pèrdues dels «setanta-dos» en aquestes batalles. El 23 de novembre, fins i tot abans de la participació oficial de les forces federals a la primera guerra txetxena, els tancs de Dudayev van rebre un fort cop de l'aviació federal. Mi-24 i Su-25 van dur a terme una incursió i van destruir la meitat del regiment i 21 tancs. El 26 de novembre, els tancs T-72, rebuts per l'oposició txetxena de les tropes federals i conduïts per tripulacions contractades, juntament amb l'oposició van participar en l'assalt sense èxit a Grozny. En l'operació van participar 35 tancs T-72A, només quatre d'ells van aconseguir abandonar la ciutat després del fracàs de l'assalt, la resta van ser destruïts o abandonats. Entre els vaixells cisterna que es van rendir hi havia participants en l'execució del Soviet Suprem de Rússia. Alguns dels tancs danyats van ser reparats i posats en funcionament per les bandes txetxenes, compensant així les pèrdues de l'aviació russa tres dies abans. L'11 de desembre, les forces federals al bosc prop de Ken-Yurt van trobar 4 tancs, 2 T-72A i 2 T-62M, abandonats per l'oposició després del fracàs de l'assalt; durant el trasllat, es va produir un incendi a un T-72 i el tanc es va perdre.
Durant l'assalt de l'exèrcit rus a Grozni des de mitjan desembre de 1994 fins a febrer de 1995, es van desplegar almenys 141 T-72, 71 T-80 i 9 PT-76. S'hi van oposar fins a 25 tancs Dudayev T-72 i T-62, fins a 80 peces d'artilleria, sense comptar altres mitjans. Totes les capacitats de les armes de tancs es van utilitzar en les batalles, inclosos els míssils guiats que van colpejar objectius a uns 4 quilòmetres de distància. En només tres mesos de combat, almenys 33 tancs T-72 de les forces federals es van perdre irremeiablement, inclosos 15 T-72B i almenys 18 T-72A. Les pèrdues generals a les unitats de tancs russes van ser força importants, per exemple, al batalló de tancs de la 74a Guàrdia. Al final de les batalles al centre de Grozny, l'OMSBR dels 31 T-72 tenia 4 tancs en condicions de combat. Dels 80 tancs del districte militar del nord del Caucas del tipus T-72, la protecció dinàmica només es va instal·lar en 14 vehicles, mentre que els mateixos contenidors no estaven equipats amb elements explosius. A causa d'errors en l'ús tàctic de les unitats de tancs, quan s'utilitzaven vehicles blindats en quantitats no raonables i sense coberta de rifle motoritzat, hi podia haver fins a 6-7 llançagranades per tanc. No hi ha casos coneguts de penetració de l'armadura frontal del T-72.
Durant les batalles, van tenir lloc diversos duels de tancs. La primera batalla de tancs va tenir lloc a Argun entre el T-72 dels Dudàievites i el T-62 de l'oposició. Un T-62 va ser abatut pel foc dels setanta-dos de Dudàiev. Durant l'ofensiva dels tancs T-80 del 133è batalló de tancs cap a Grozni, es van produir diverses batalles amb els tancs T-72 del Regiment de Tancs Shali.A la zona de l'estació de ferrocarril, el T-72A núm. 531 de la 131a Brigada va rebre 5 cops RPG i va ser acabat amb un projectil de tanc des d'una distància de 100 metres, 1 membre de la tripulació va morir. També a la zona de l'estació hi ha tancs T-80 de la 81a Guàrdia. El regiment de fusells motoritzats va ser suposadament destruït per 2 tancs Dudàiev, un dels T-80 va rebre 3-4 cops de projeccions de tancs sense cap dany. També se sap que el tanc T-72 sota el comandament del tinent Yuri Tamozhenikov va destruir el tanc T-72A de Dudàiev.
El març de 1996, una companyia de tancs T-72B d'un dels regiments de fusells motoritzats del districte militar de l'Ural va participar en l'alliberament del poble de Goyskoye, que va ser defensat per més de 400 militants ben armats. Durant l'atac, l'enemic va intentar repel·lir un atac de tancs amb foc d'un sistema antitanc. Es van dur a terme un total de 14 llançaments ATGM, dels 12 míssils que van colpejar els tancs, només 1 va poder penetrar a l'armadura, impactant contra la zona de l'escotilla del tirador; un membre de la tripulació va resultar ferit lleu. Tots els tancs van mantenir la seva capacitat de combat. Els llançadors ATGM i les seves tripulacions van ser destruïts pel foc dels canons dels tancs.
El maig de 1996, l'exèrcit rus va capturar el poble de Bamut, i durant la batalla el tanc T-72 de Dudàiev va ser destruït.
Les forces russes T-72 van participar en la defensa de Grozni l'agost de 1996 dels atacs de militants i terroristes. Durant les batalles, 18 tancs de les forces russes (tots o majoritàriament T-72) van ser inhabilitats, només 5 (tots T-72) d'ells es van perdre per sempre. Es desconeixen les pèrdues de tancs txetxens durant aquesta batalla.
Durant l'atac dels militants de Khattab a la ciutat de la 136a Brigada de guàrdies de fusells motoritzats a Buinaksk (1997) dos tancs T-72 van ser destruïts, però no és clar si van ser destruïts en la batalla o cremats a l'aparcament.
Durant la Segona Guerra de Txetxènia, el tanc es va demostrar molt millor, no patint més pèrdues significatives. Es va tenir en compte l'experiència de grans pèrdues en batalles urbanes de la primera guerra; com a resultat, durant tota la segona guerra, només 9 tancs T-72 i T-62 de les forces russes van ser destruïts. Durant l'assalt a Grozni el 1999-2000, va participar un batalló de tancs de la 506 Regiment de Fusellers Motoritzats de la Guàrdia format per 31 T-72B. Durant les batalles per al dipòsit ferroviari el gener de 2000, el T-72B núm. 611 va rebre 9 cops i no va fallar, dels 3 cops d'un ATGM i 6 jocs de rol, només un d'un RPG va penetrar a l'armadura, colpejant l'escotilla superior, però el jet acumulat no va colpejar la tripulació i va colpejar a popa. A principis de febrer, la ciutat es va alliberar de les colles. El juny de 2000, dels 31 tancs del 506è regiment que participaven en la guerra, només 1 tanc va ser enviat a una planta de reparació; tots els altres tancs danyats van ser restaurats per unitats de reparació situades a la zona de combat.
Durant la guerra, el 160è Regiment de Tancs de la Guàrdia, armat amb tancs T-62 obsolets, va ser reconegut com la millor unitat de tancs que va mostrar l'efectivitat més gran de combat. D'altra banda, l'any 2003, el comandant en cap de les forces terrestres russes N.V. Kormiltsev va anomenar el T-72 l'exemple més eficaç d'equips militars blindats en condicions de combat reals, suportant diversos cops de joc de rol i demostrant una alta eficiència de foc. Es va observar que durant les marxes en condicions muntanyoses, els tancs funcionaven gairebé perfectament.
Tres T-72 van ser utilitzats durant l'assalt a una escola capturada pels militants a Beslan el setembre de 2004. Segons dades oficials, un tanc va disparar 7 trets d'obús de fragmentació d'alt explosiu contra l'edifici de l'escola. Segons testimonis presencials, dos tancs van disparar i es van fer més trets.

### Guerra a Ossètia del Sud
Durant la Guerra a Ossètia del Sud, els T-72 es van utilitzar per a ambdós bàndols, en servei amb les tropes georgianes i russes. Per fonts independents van calcular que durant el conflicte, el bàndol rus va perdre 2 tancs T-72, i el bàndol georgià va perdre uns 60 tancs T-72 destruïts i capturats (la majoria la modificació israeliana T-72SIM-1).
El matí del 9 d'agost, va tenir lloc una batalla de tancs entre un grup de T-72 russos i una força numèrica superior de vehicles blindats georgians. La batalla va continuar fins a la retirada de les tropes georgianes de Tskhinvali. Un tanc sota el comandament de Yakovlev va destruir almenys 7 unitats de vehicles blindats enemics, un altre tanc sota el comandament de Mylnikov va destruir 8 unitats de vehicles blindats. D'un grup de quatre T-72 russos, es va perdre un tanc.

### Guerra al Donbàs
En la guerra a l'est d'Ucraïna els tancs T-72 són utilitzats pels dos bàndols, segons altres fonts, només el RPD i RPL. La modificació T-72B3 en aquell moment només estava en servei amb l'exèrcit rus, i la destrucció d'aquest tanc durant les batalles per Ilovaisk es va utilitzar com a prova de la participació directa de Rússia en el conflicte. Malgrat que el tanc T-72 va ser retirat del servei per les Forces Armades d'Ucraïna a causa de l'escassetat de vehicles blindats a causa de les pèrdues de l'exèrcit ucraïnès, el Ministeri de Defensa d'Ucraïna va emetre una ordre per tornar al servei del tanc T-72 unitats que estaven emmagatzemades.

### Nigeria
El 2014 i el 2015, Nigèria va comprar diverses desenes de tancs T-72 per combatre els terroristes islamistes. Hi va haver reunions amb vehicles blindats militants. Així, a finals de 2014, durant un duel de tancs al nord-est del país, el foc T-72 de la 3a Divisió de Tancs de Nigèria va destruir el tanc Vickers Mk3 del Boko Haram.
Com va assenyalar el major general nigerià Chris Olukolade, els tancs T-72 van tenir un paper decisiu en la derrota d'un gran grup de terroristes de Boko Haram a mitjan febrer de 2015. Durant els combats, Boko Haram va perdre uns 300 militants morts, així com diversos vehicles blindats i diversos centenars de vehicles.
Es desconeixen les pèrdues dels tancs nigerians. El 2015, els militants van capturar un T-72 durant la destrucció d'una base militar del govern. El 2018-2019, es van publicar proves fotogràfiques i de vídeo de la destrucció de dues modificacions T-72M1 i AB.

### Ucraïna
Durant Invasió russa d'Ucraïna (2022), es va registrar un ús massiu de tancs de la família T-72 (principalment la modificació T-72B3) amb les Forces Armades de Rússia i ocasionalment per les Forces Armades d'Ucraïna. A causa de les tàctiques incorrectes d'utilitzar tancs (moviment en columnes sense la seguretat adequada, separació de les columnes de suport posterior), així com les característiques del disseny (ubicació de la munició al compartiment de combat molt a prop de la tripulació), les pèrdues de tancs de la família T-72 de les Forces Armades russes va resultar ser bastant alta. A més, les principals pèrdues als tancs T-72 de les Forces Armades russes van ser causades per ATGM, com ara FGM-148 Javelin, Stugna, NLAW. També es va registrar la destrucció dels T-72 russos per atacs de morter, col·lisions amb mines i atacs de Bayraktar TB2. Això, al seu torn, va provocar una altra ronda de discussió sobre la importància del tanc al camp de batalla modern.
Per fonts d'Oryx van calcular que durant el conflicte, el bàndol rus ha perdut en total 1699 tancs T-72 de totes les variants, dels quals 1198 són destruïts i 330 són capturats, la major part són T-72B3 El bàndol Ucraïnes va perdre en total 329 de totes les variants, dels quals 255 són destruïts i 32 capturats, la major part són T-72B

### Altres conteses
- Des de 1992 la 201 Divisió de Fusellers Motoritzats s'enfronta en escaramusses contra rebels a la frontera de Tadjikistan. Les tècniques utilitzades per aquests grups per travessar les armadures reactives dels blindats són algunes. La més comuna consistia en un grup de caçadors de tancs armats amb RPGs[122] que realitza els trets consecutivament. El primer s'encarrega d'activar l'armadura reactiva del carro i deixar-lo sense protecció, els altres intenten destruir el blindatge per l'espai deixat al blindatge reactiu. Una altra tàctica consistia a «encegar» amb una granada de fòsfor blanc els visors del tanc i després atacar per la part posterior o els flancs.

- Durant el conflicte de l'antiga Iugoslàvia, el T-72 en la versió local M-84 va ser un tanc multipropòsit que es va espavilar perfectament al territori balcànic. Des de missions de protecció de combois, punts estratègics, passant pel bombardeig o la lluita urbana, així com assegurant zones va demostrar ser un tanc perfecte per a aquest tipus de conflictes. De fet, el T-72 és un tanc que va ser creat especialment per a la lluita a Europa.

### Articles
- T-72, A, B (export) and M series Arxivat 2001-12-23 a Wayback Machine. (anglès)
- T-72A, G and M1 series Arxivat 2001-12-23 a Wayback Machine. (anglès)
- T-72B series Arxivat 2001-12-23 a Wayback Machine. (anglès)
- T-72S series Arxivat 2001-12-23 a Wayback Machine. (anglès)
- Russian T-72 tank Arxivat 2008-09-24 a Wayback Machine. (anglès)
- T-72 Char de combat principal - Main battle tank (francès)
- T-72 tank characteristics (anglès)
- T-72S Main Battle Tank, Rússia/Ucraïna (anglès)
- CDI fact sheet: T-72 MBT (anglès)
- Article del 3 de juny de 2005, secció 'Armor' (anglès)
- New russian tanks Arxivat 2006-09-27 a Wayback Machine. (anglès)
- T-72 Medium Tank (anglès)
- El tanc mitjà T-72 Arxivat 2006-10-29 a Wayback Machine. (castellà)
- Tanc de batalla T-72S Arxivat 2006-06-27 a Wayback Machine. (castellà)
- T-72B Arxivat 2001-12-23 a Wayback Machine. (anglès)
- T-72 Homepage Arxivat 2006-08-10 a Wayback Machine. (alemany)
- The T-72 Myth, Два мифа одного боя: сирийские Т-72 в Ливанской войне 1982 года Arxivat 2006-09-13 a Wayback Machine. (rus) El portal està preparant una versió en anglès.

### Constructors i versions
- KMDB Arxivat 2006-07-13 a Wayback Machine. (anglès)
- Uralvagonzavod Arxivat 2008-02-14 a Wayback Machine. (anglès)
- Versió de la Rep. Txeca (anglès)
- Versió de l'Índia (anglès)
- A holistic approach to the tank development. Papers que tracten l'evolució croata del tanc iugoslau M-84 (còpia del T-72), anomenat «Degman» Arxivat 2008-06-26 a Wayback Machine. (anglès)
- Versió de la RP Xina

### Videojocs
- Iron Warriors T-72 tank commander Arxivat 2008-09-06 a Wayback Machine. (anglès)
- T-72 Balkans on Fire Arxivat 2006-08-24 a Wayback Machine. (anglès)

### Diversos
- Museu del tanc a Kubinka, Rússia Arxivat 2006-08-22 a Wayback Machine. (anglès)
- Tank.net Fòrums sobre tancs Arxivat 2006-08-13 a Wayback Machine. (anglès)
- Simulador militar de realitat virtual del T-72 Arxivat 2007-02-19 a Wayback Machine. (anglès)
- Manuals tècnics i llibres en rus (anglès)

### Maquetes
- T-72M1 Main Battle Tank 1:72 Revell Arxivat 2007-09-27 a Wayback Machine. Ref. 03149
- Russian Army Tank T72M1 1:35 Tamiya Arxivat 2007-09-27 a Wayback Machine. Ref. 35160
- T-72A Russian MTB 1:35 Zvezda Ref. 3552
- T-72B Russian MTB 1:35 Zvezda Ref. 3550
- T72B MBT with ERA 1:35 Zvezda Ref. 3551
- Russian T-72M Tank 1:48 (Control remot) Arii Ref. 44016 (Descatalogat)
- Russian Tank T-72M1 1:35 Trumpeter Ref. MM-00306 (Descatalogat)

### Contingut relacionat
- T-64
- T-80
- T-84
- M-84
- T-90
- PT-91 Twardy
- M-84AB1
- M-95 Degman
- Tank-Ex/MBT-EX
- BMP-3
- BTR-80

### Tancs similars
- Chieftain
- Leopard 1
- M60 Patton

### Seqüència de designació
T-54 - T-55 - T-62 - T-64 - T-72 - T-80 - T-90 - T-95